# Míchačka
Míchačka nebo také míchač je zařízení určené k míchání suchých sypkých hmot a kapalin navzájem i mezi sebou.
Podle objemu míchaných hmot se užívají stroje, přístroje, případně ruční nástroje.
V průmyslu se míchacích strojů užívá v mnoha odvětvích. Jsou významnou součástí technologického zařízení při výrobě
- směsných cementů
- suchých maltových a betonových (pytlovaných i volně ložených) směsí
- keramických směsí a žáruvzdorných materiálů

- moučných směsí a při přípravě těsta
- krmných směsí a granulí

- léků
- plastů a barev

Ve stavebnictví jsou míchačky základním technologickým zařízením
- při výrobě betonu ve stálých betonárkách
- stavební míchačky jsou stavební stroje určené k výrobě malty a čerstvého betonu na staveništi
- míchačka barev je zpravidla nástavec ručních vrtaček, případně speciální ruční přístroj, určený k promíchání barev a lepidel v pracovních nádobách

Ve výzkumu se používají
- laboratorní míchačky, stroje nebo přístroje k míchání roztoků

V domácnostech jsou míchače součástí kuchyňských robotů

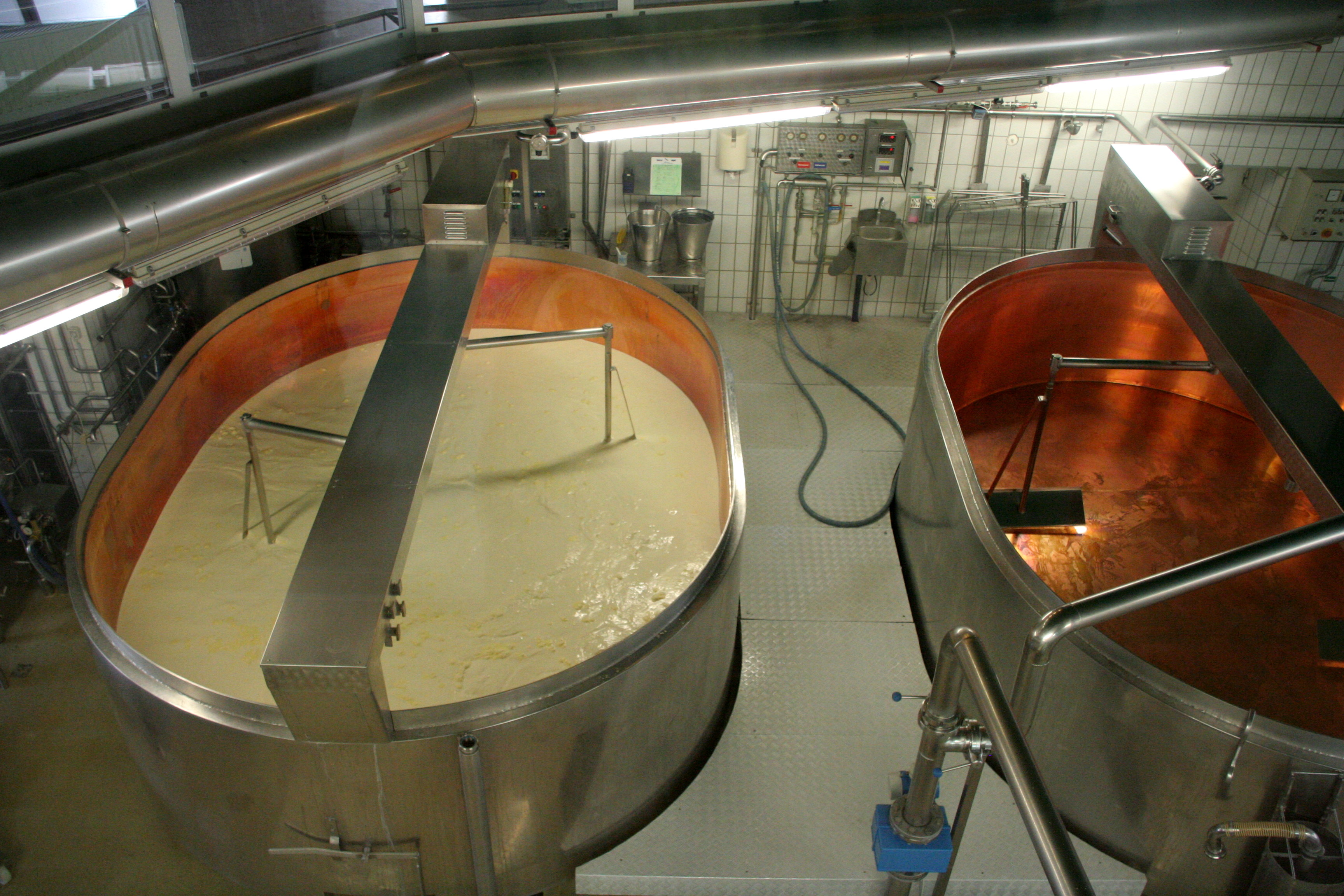
Míchačka s nuceným oběhem užitá při výrobě sýrů

## Druhy míchaček
Při konstruování míchacích strojů se vychází z několika principů zajišťujících homogenitu výsledného produktu.
- Spádová míchačka má míchací lopatky pevně spojené s otáčejícím se bubnem, přesypává směs a současně ji přesunuje ve směru osy otáčení.
- Míchačka s nuceným oběhem má míchací ramena otáčející se kolem vnitřní osy nepohyblivé míchací nádrže. Míchací nádrž může mít různé tvary, na konci otáčivých ramen mohou navíc samostatně rotující lopatky
- Kontinuální míchačka spádová má míchací lopatky pevně spojené s mírně nakloněným otáčivým válcem a vytvarovány tak, aby posunovaly směs ve směru osy otáčení válce. Míchačka pracuje nepřetržitě. Na vyšším konci vstupují míchané složky, na nižším je odebírána zamíchaná směs.
- Kontinuální míchačka šneková má pevný válec, ve kterém se otáčí šneková spirála zajišťující promíchání i posun směsi.

## Jiné významy
Jiné užití souvisí s pojmem míchání jako zaměňováním pořadí, případně se směšováním:
- míchačka karet je přístroj pro zaměnění pořadí karet před započetím hry.
- míchačka je slangový výraz pro zvukovou mixáž nahrávek v nahrávacím studiu.